# Roque Ponce

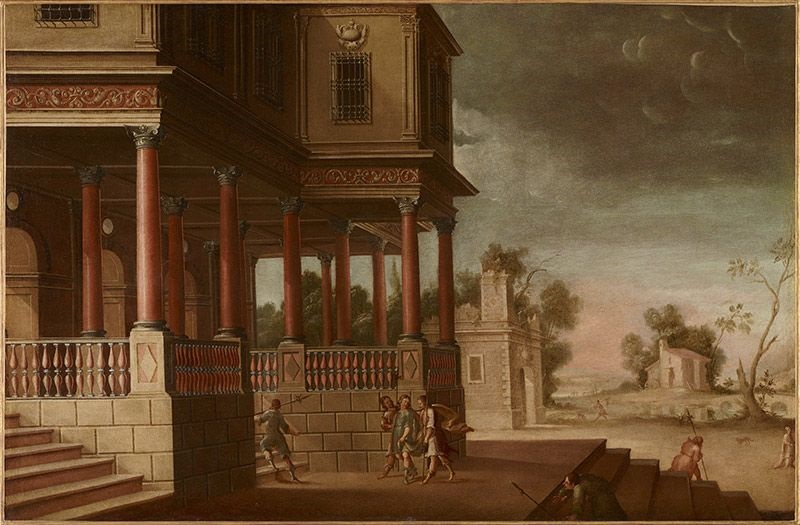
Capricho arquitectónico con figuras, atribuido a Ponce, óleo sobre lienzo, 101 x 154 cm, colección privada, Varsovia (Polonia).

Roque Ponce (fl., 1674), fue un pintor barroco español especializado en perspectivas arquitectónicas.
No se tienen noticias de la vida de este pintor, a quien Antonio Palomino llamaba «Don Roque Ponce», indicando cierta distinción personal. Ceán Bermúdez sostenía que fue discípulo de Juan de la Corte en Madrid, sin otro fundamento que el de la común especialización en la pintura de paisajes urbanos, género en el que debió de destacar Ponce pues, sin dedicarle biografía, Palomino lo mencionaba en la de Antonio Castrejón, quien le pintaba las figuras. También Ceán elogiaba las perspectivas de Ponce, de las que podría haber llegado a conocer alguna, pintadas según decía con «gracia y capricho» y él también añadía que a algunas de sus perspectivas les puso figuras Antonio Castrejón, aunque «son más apreciables las que no las tienen».
De su producción se conoce tan solo una obra firmada: una Caída de Troya, firmada «Roque Ponce me fecit, año 1674», en colección privada de Santiago de Compostela. Aunque deudora de estampas flamencas en lo arquitectónico, es obra de indiscutible maestría en el tratamiento de la luz, con sus profundos contrastes, y de gran vivacidad en la multitud de figuras agitadas, que a tenor de lo dicho por Palomino, serán de Castrejón.